# هدیه چاقالو
هدیه چاقالو (انگلیسی: Fatty's Gift) فیلمی کوتاه به کارگردانی راسکو آرباکل محصول سال ۱۹۱۴ کشور ایالات متحده آمریکا است.

## بازیگران
- راسکو آرباکل
- مینتا دارفی
- هنک من
- ال سنت جان